# Evodinus
Evodinus — род жуков из подсемейства усачики семейства жуков-усачей.

## Описание
Вырезка третьего сегмента задней лапки далеко заходит за его середину. Боковые бугры переднеспинки очень тупые.

## Систематика
- Evodinus borealis (Gyllenhal 1827) (син.: Leptura borealis)
- Evodinus clathratus (Fabricius, 1792)
- Evodinus lanhami Lewis, 1976
- Evodinus monticola (Randall, 1838)